# Balet pań Niewdzięcznych
Balet pań Niewdzięcznych (Il ballo delle Ingrate), SV 167 – trzecia opera włoskiego kompozytora barokowego, Claudia Monteverdiego.

## O operze

### Historia powstania
Opera została napisana przez Claudia Monteverdiego do libretta Ottavia Rinucciniego na zamówienie władcy Mantui, księcia Vinzenza Gonzagi.

### Libretto
Amor i Wenus mówią Plutonowi o sprawie Niewdzięcznych, które są przezeń uwięzione i nie chcą kochać. Wenus prosi, aby bóg podziemi uwolnił je po to, aby świat zobaczył udręki nałożone na panie Niewdzięczne za to, że gardziły wszystkimi, którzy je miłowali. Pluton w związku z tym uroczyście przemawia, a jedna z Niewdzięcznych opłakuje swe błędy, żegnając blask słońca.

### Osoby
- Wenus – sopran
- Amor – sopran
- jedna z Niewdzięcznych – sopran
- Pluton – bas[1]